# Université des sciences appliquées de Seinäjoki

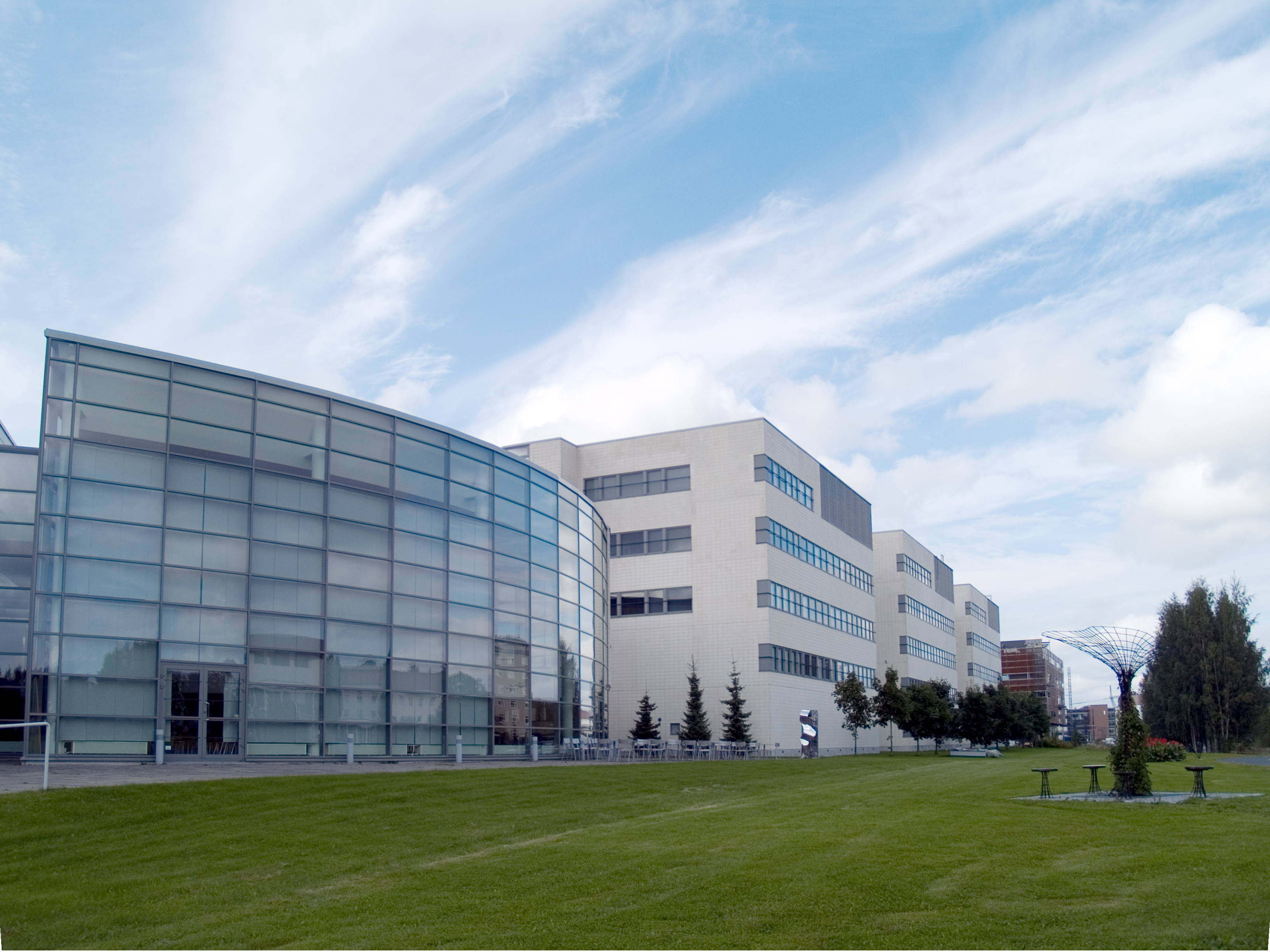
Bâtiments du département d'arts & technologie de l'université des sciences appliquées.

L'Université des sciences appliquée de Seinäjoki (en finnois : Seinäjoen ammattikorkeakoulu) est répartie dans six municipalités de la région d'Ostrobotnie. 

## Domaines
L'Université prépare à 22 Bachelors et 6 Masters, dans les domaines suivants :
- Culture,
- Commerce et Gestion,
- Sciences Naturelles,
- Technologies, Communication et Transport,
- Ressources Naturelles et Environnement,
- Services sociaux et Santé,
- Tourisme, hôtellerie, Restauration (catering) et Services à la personne.

## Facultés
L'Université est composée de 5 écoles supérieures :
- la Business School :
  - Business, Seinäjoki,
  - Entrepreneuriat, Kauhava,
  - Hôtellerie, restauration et tourisme, Kauhajoki,

- l’École supérieure de Technologie, Seinäjoki,
  - Informatique et systèmes d'information, Seinäjoki,

- l’École supérieure d'Agriculture et de Sylviculture :
  - Agriculture, Ilmajoki,
  - Sylviculture, Tuomarniemi et Ähtäri,

- l’École supérieure de Culture et de Design :
  - Design, Jurva,
  - Management Culturel, Seinäjoki,
  - Bibliothèques et services d'information, Seinäjoki,
  - Conservation Törnävä, Seinäjoki,

- l’École supérieure de la Santé et des Sciences Sociales, Seinäjoki.